# 초립동
초립동은 한국에서 제작된 심우섭 감독의 1962년 영화이다. 이민자 등이 주연으로 출연하였고 임일빈 등이 제작에 참여하였다.

## 출연

### 주연
- 이민자
- 김승호
- 황정순
- 박노식

## 제작진
- 조명: 방한기
- 미술: 박석인